# Georges Pichard
Georges Pichard (født 17. januar 1920, død 7. juni 2003) var en fransk tegneserietegner, kendt for sine utallige BDSM-albums, -forsider og -illustrationer.